# Ried-Mörel
Ried-Mörel is een plaats en voormalige gemeente in het Zwitserse kanton Wallis, en maakt sinds 1 november 2003 deel uit van de gemeente Riederalp in het district Östlich Raron.
- Historisch woordenboek van Zwitserland: 002755
- Virtual International Authority File: 247418774
- WorldCat: E39PBJx8JJBmMgGJ9CBCMVBwYP